# 18237 Kenfreeman
18237 Kenfreeman (1182 T-2) là một tiểu hành tinh vành đai chính.